# Spletna umetnost
Spletna umetnost (angl. internet art, net.art, multimedia art)  je zvrst umetnosti, ki je nastala v sredini 1990. let, ko se je internet iz akademskega omrežja razširil za javno rabo na spletu. Internet tedaj še ni bil komercializiran niti ni bil vseprisoten.

## Zgodovina
Tvorcev spletne umetnosti ni družila enotna estetika. Raznolike tradicije, iz katerih so izhajali, je združeval zgolj medij, ki je omogočal tehnološko podprt razvoj raznolikih pristopov in estetik v takrat nov medij, ki je naštetemu dodal predvsem programske in mrežne vidike. Umetniki in pisatelji so kot medij izražanja uporabljali spletne tehnologije, najpogosteje spletne strani. Tako je splet postal hkrati atelje/pisalnica, medij, tema in razstavni prostor spletnega umetnika, ki se je z internetom zlahka izognil ustaljenim načinom razstavljanja in objavljanja (pred pojavom blogov in družbenih medijev). Spletni umetniki so polno izkoristili potenciale svetovnega spleta: delovali so globalno, se povezovali v mreže in skupine z umetniki drugih narodnosti, nastopali na festivalih in razstavah sodobne umetnosti, literature in aktivizma po celem (takrat že omreženem) svetu.

## Spletna umetnost na Slovenskem
Na Slovenskem so delovali  Vuk Ćosić, Teo Spiller, Igor Štromajer in Jaka Železnikar (v okviru digitalne poezije (angl. digital poetry, cybertexta oz. računalniške poezije)  ter Borut Savski (s projekti s področja spletnega radia). 
Teoretsko se je s spletno umetnostjo in kiberkulturo ukvarjal Janez Strehovec, namenjena sta jima bila portala Kimoto Timora in kasneje KiberPipa Arhivirano 2008-06-05 na Wayback Machine.. V zgodnjih 1990. letih se je med spletnimi ustarjalci pojavljal na področju hiperrealizma tudi Leonard Rubins Arhivirano 2014-04-11 na Wayback Machine., ki ustvarja računalniško generirane slike.  Spletna umetnost je na Slovenskem ena najbolj reprezentativnih umetnostnih zvrsti, saj v svetovnem merilu skoraj ni bilo pomembnega festivala ali razstave na to temo, kjer ne bi sodeloval vsaj eden od slovenskih spletnih umetnikov. 

### Pomembne razstave spletne umetnosti v Sloveniji
- »Oko in njegova resnica«, Spektakel in resničnost v slovenski umetnosti 1984-2001 - Moderna galerija v Ljubljani, april 2001.
- »95-05«, teritoriji, identitete, mreže; sodobna umetnost v Sloveniji - Moderna galerija v Ljubljani, julij 2005.
- »net.art Painters and Poets« - Mestna galerija Ljubljana, junij 2014.